# لوئیجی چکارلی
لوئیجی چکارلی (ایتالیایی: Luigi Ceccarelli؛ زادهٔ ۲۰ آوریل ۱۹۵۳) موسیقی‌دان و آهنگساز اهل ایتالیا است.
از فیلم‌هایی که وی در آن‌ها نقش داشته است، می‌توان به کافه بلو اینجل، قطار سریع‌السیر کازابلانکا و خرسی به نام آرتور اشاره نمود.